# Astragalus angustifoliolatus
Astragalus angustifoliolatus är en ärtväxtart som beskrevs av Kun Tsun Fu. Astragalus angustifoliolatus ingår i släktet vedlar, och familjen ärtväxter. Inga underarter finns listade i Catalogue of Life.